# Кыштым
Кышты́м — город (с 1934 года) областного подчинения в Челябинской области России. Население 35 325 человек (2023), четырнадцатый по количеству жителей город в Челябинской области. Административный центр Кыштымского городского округа. Основан в 1757 году как два горнозаводских поселения: Нижнекыштымский и Верхнекыштымский Заводы.

## География
Расположен на границе Южного и Среднего Урала, на реке Кыштым, в 90 км от областного центра города Челябинска. В 5 км от города расположено озеро Большая Акуля. Город окружён лесами и озёрами, на его территории и вокруг более 30 озёр. В непосредственной близости находятся природные памятники: Сугомакская пещера, гора Сугомак, озеро Сугомак, составляющие Сугомакский территориально-природный комплекс.

## Этимология
Исследователи приводят два варианта происхождения названия города: по одной версии, кыштымами назывались народы, которые платили дань другому народу, по другой версии, название имеет башкирское происхождение и переводится с башкирского языка как «кышкы» — зимний, «кыштаным» — зимовать, «кыштау» — зимовка.

## История
Верхне- и Нижнекыштымский заводы были построены одним из представителей династии Демидовых: Никитой Никитичем в 1755 году. Сначала началось строительство Верхнекыштымского чугунолитейного, затем Нижнекыштымского железоделательного завода. Годом основания Кыштыма считается 1757 год, когда были запущены эти заводы. Первоначально это были два населённых пункта в нескольких километрах друг от друга. Как и многие горнозаводские поселения, они назывались так же, как и сами предприятия. Славились кыштымские заводы своим железом с маркой «Два соболя» не только в России, но и за границей.
Первая кыштымская церковь была освящена в честь сошествия Святого Духа на Апостолов в 1765 году.
В годы Крестьянской войны под предводительством Емельяна Пугачёва в 1774 году заводы были захвачены восставшими, позднее были сожжены и разграблены, а восстановлены к 1776 году. Один из отрядов под предводительством Ивана Грязнова стоял в Кыштыме.
В 1809 году заводы купил Л.И. Расторгуев. Кроме расширения металлургического производства, с 1813 года в районе Сак-Элги он начал промышленную добычу золота.
В 1822—1823 годах Кыштым вошёл в российскую историю первым восстанием рабочих (рабочих и мастеровых, приписанных к заводам) под руководством Клима Косолапова. Мастеровые заводов создали «мировую избу», которая руководила производством, контролировала распределение продовольствия, занималась охраной порядка в посёлке и на заводах.
В 1823 году управляющим заводами стал Г.Ф. Зотов, прозванный народом «Кыштымским зверем». Сохранились рассказы об ужасающей эксплуатации, которой подвергал он крепостных людей.
В 1887 году управляющим Кыштымского горного округа, одного из крупнейших на Урале, назначен горный инженер Павел Михайлович Карпинский. В это время в Кыштымский горный округ входили Каслинский, Нязепетровский, Шемахинский, Теченский и Кыштымский заводы.
В 1891 году были закончены изыскательские работы для строительства ветки Екатеринбург — Челябинск Уральской горнозаводской железной дороги. 28 (15) октября 1896 года в Кыштым прибыл первый паровоз. С этого времени металл, выплавляемый на Кыштымском и Каслинском заводах, и изделия из него начали вывозиться с Урала в европейскую часть России по железной дороге. До этого доставка осуществлялась сезонно путём сплава в коломенках по реке Уфе, далее по Белой, Каме и Волге из Сорокинской пристани (ныне село Шемаха Нязепетровского района), куда металл и другая продукция заводов доставлялась на конных повозках.
К концу XIX века на заводах были развиты доменное, мартеновское, сварочное, механическое производства. Ежегодно выплавлялось до 10 000 тонн чугуна и около 16 000 тонн железа. В поселении Верхнекыштымский завод проживало около 18 000 душ обоего пола, в Нижнекыштымском заводе — около 2 000 чел. Население, в основном, состояло из привезённых крепостных из Московской, Тульской, Нижегородской и других губерний Российской империи. Административно-территориально населённые пункты входили в Екатеринбургский уезд Пермской губернии.
В 1899 году была открыта церковно-приходская школа.
В конце XIX века заводами руководили вольнонаемные управляющие, а в начале XX века они переходят под управление иностранного капитала — акционерного общества, одним из учредителей которого был шотландский миллионер и предприниматель Лесли Уркварт. Он был владельцем завода вплоть до революции 1917 года. На его письмо о предоставлении концессии Ленин ответил отказом, и завод был национализирован.
Герберт Гувер, будущий 31-й президент США, создавший вместе с несколькими партнёрами компанию Zinc Corporation (после нескольких слияний вошла в состав Rio Tinto), с 1908 года работал на Кыштымском медеплавильном заводе горным инженером. Он создал акционерное общество Кыштымских горных заводов, скупив предприятия у наследников местного южноуральского купца-олигарха Расторгуева. В кыштымском музее до сих пор хранится книга «отчетов», где существует запись о том, что Гуверу принадлежала часть акций предприятия. В 1908 году завод первым в России приступил к электролитическому рафинированию меди.
Советская власть в Кыштыме была установлена мирным путём, здесь сильное влияние имели большевики во главе с Борисом Швейкиным.
1921 год для Кыштыма стал трагичным, произошёл большой пожар, в котором была уничтожена одна треть жилого фонда, тысячи людей остались без крова, серьёзно пострадали промышленные предприятия. В связи с трагедией в город приезжал председатель ВЦИК М. И. Калинин. К 1925 году промышленные предприятия были восстановлены и начали выпускать продукцию.
В 1934 году, при создании Челябинской области, Кыштым, до этого являвшийся административным центром Кыштымского района Свердловского округа Уральской области, передан в её состав.
Впервые в годы первых пятилеток в Советском Союзе в Кыштыме был налажен выпуск рафинированной меди, что позволило более активно приступить к реализации плана ГОЭЛРО.
В годы Великой Отечественной войны на фронт ушло около 8000 кыштымцев, около 3000 из них остались на полях сражений. Троим присвоено звание Героя Советского Союза. К концу войны в Кыштыме было 21 предприятие, из них 9 союзного значения, 5 республиканского значения. Кыштымский графит сыграл свою важную роль в оснащении армии современной военной техникой. В город был эвакуирован Ленинградский педагогический институт им. А.И. Герцена. Всего за годы войны город принял 1175 эвакуированных семей. Работало три госпиталя. Во время Великой Отечественной войны в город были эвакуированы из Москвы высшие офицерские курсы «Выстрел».
В годы войны в городе находился Кыштымский лагерь № 180 УНКВД по Челябинской области для интернированных военнопленных иностранных армий.
В январе 1945 года Кыштым получил статус города областного подчинения.
В 1957 году близлежащие территории подверглись радиоактивному заражению в результате аварии на химкомбинате «Маяк».
В 70-х годах XX века здесь впервые в СССР начато крупномасштабное производство медной электролитической фольги.

## Население
| 1931    | 1939    | 1959    | 1967    | 1970    | 1979    | 1989    | 1992    | 1996    |
| ------- | ------- | ------- | ------- | ------- | ------- | ------- | ------- | ------- |
| 26 700  | ↗27 800 | ↗34 302 | ↗36 000 | ↗36 096 | ↗39 830 | ↗42 852 | ↘42 700 | ↘41 000 |
| 1998    | 2002    | 2003    | 2005    | 2006    | 2007    | 2008    | 2009    | 2010    |
| ↘40 700 | ↗41 929 | ↘41 900 | ↘41 000 | ↘40 800 | ↘40 400 | ↘39 187 | ↗40 068 | ↘38 942 |
| 2011    | 2012    | 2013    | 2014    | 2015    | 2016    | 2017    | 2018    | 2019    |
| ↘38 906 | ↘38 732 | ↘38 604 | ↘38 463 | ↘38 008 | ↘37 809 | ↘37 480 | ↘36 997 | ↘36 414 |
| 2020    | 2021    | 2023    |         |         |         |         |         |         |
| ↘36 243 | ↘36 045 | ↘35 325 |         |         |         |         |         |         |

На 1 января 2025 года по численности населения город находился на 430-м месте из 1124 городов Российской Федерации.

## Экономика
В настоящее время в Кыштыме действует более 50 предприятий всех форм собственности металлургической, горнодобывающей отраслей промышленности, машиностроения и деревообрабатывающего производства, строительного комплекса, лёгкой и пищевой промышленности.
АО «Кыштымский медеэлектролитный завод», бывший демидовский железоделательный, входит в число лучших в мире предприятий по производству высокочистой катодной меди. На основе новых технологий освоен выпуск селена, теллура, золота и серебра. 
Кыштымское машиностроительное объединение выпускает горно-шахтное оборудование, которое используется на рудных предприятиях России и экспортируется за рубеж. 
Тайгинский карьер — единственный в России производитель кристаллического графита. 
ПАО «Ксанта» на базе кыштымского месторождения каолина производит сырьё, широко применяемое в электротехнической и керамической промышленности, при производстве картона, резины, тканей. 
Выпускаются в городе абразивные материалы.
С 2014 года действует предприятие «Русский кварц», единственное предприятие в России, выпускающее кварцевый концентрат для производства высокочистого кварцевого стекла.

### Основные предприятия города
- АО «Кыштымский медеэлектролитный завод» (принадлежит группе РМК);
- АО «Кыштымское машиностроительное объединение»;
- АО «Радиозавод»;
- АО «Кыштымский электромеханический завод»;
- Кыштымский абразивный завод;
- АО «Уралграфит»;
- ООО «Кыштымская фабрика трикотажных изделий»;
- ООО «Уралэлектрофольга»;
- ООО «Стекландия»;
- ООО «Русские пряники»;
- Кондитерская фабрика «Славура»;
- Абразивный завод «Пушкарев»;
- ООО «Кыштымский каолин»;
- Тайгинский горно-обогатительный комбинат;
- АО «Уралмонтажэлектро»;
- Обувная фабрика;
- ОГУП «Кыштымский лесхоз»;
- ОГУП «Сугомакский леспромхоз»;
- ООО «Кыштымское рыбоводное хозяйство»;
- ООО «Кыштыммебель» (группа компаний «Дверона»);
- АО «Акцент»;
- ООО «Кристалл»;
- Кыштымская фабрика швейных спортивных изделий «Динамо»;
- ООО «Уралгортех».

Предприятиями обрабатывающей промышленности за 2009 год отгружено продукции собственного производства по чистым видам деятельности на 7,2 млрд руб. Кыштымский городской округ дважды занимал призовые места во Всероссийском конкурсе финансового развития «Золотой рубль» — первое место в номинации «Лучший средний город по Уральскому федеральному округу» с вручением знака «Золотой рубль» и второе место во Всероссийском конкурсе «Лучшее муниципальное образование» в номинации «Экономика и финансы».
Действует ряд банковских учреждений:
- Кыштымское отделение Сбербанка № 1773;
- филиал ПАО «Челябинвестбанк»;
- филиал ПАО «Челиндбанк»;
- филиал Уральского банка реконструкции и развития;
- филиал банка «Российский капитал»;
- филиал банка «Снежинский»;
- филиал банка «Пойдём!»;
- филиал банка «Совкомбанк».

Работают представители банка «Тинькофф».
Расположена исправительная колония строгого режима ФГУ «Исправительная колония № 10 УФСИН РФ по Челябинской области» (бывшее учреждение ЯВ 48/10), где действуют деревообрабатывающее, металлоперерабатывающее и другие производства, изготавливаются товары народного потребления, работают механический, прессовый и сборочный цеха. В колонии с 2022 по 2023 год отбывал наказание экс-мэр Челябинска Евгений Тефтелев.

## Образование
В образовательной системе города представлены учреждения дошкольного, общего, среднего, дополнительного, специального (коррекционного) и профессионального образования. Число общеобразовательных учреждений в Кыштыме составляет 12 школ, 18 дошкольных учреждений, 2 специальных (коррекционных) учреждения, 4 учреждения дополнительного образования детей, центр диагностики и консультирования и межшкольный учебный комбинат «Информационно-компьютерный центр». Действуют медицинский и радиомеханический техникумы, филиалы Челябинского государственного университета, Южно-Уральского института экономики и управления.

## Достопримечательности
- Народный дом — кыштымский прототип дворцов культуры советского периода, его в 1903 году баронесса Клавдия Владимировна Меллер-Закомельская — наследница большого состояния, предложила организовать народный дом, по-нашему клуб или Дом культуры[41].

- Кыштымский фонтан — вода которого поступает без участия человека и насосов за счет разницы уровней воды и создает необходимое для работы фонтана давление. Урез воды в пруду, благодаря плотине, находится выше уровня расположения фонтана. Поэтому его струи бьют на высоту этой разницы. Действует принцип сообщающихся сосудов. Фонтан выполнен из чугуна, а отлили его местные каслинские мастера[42].
- Дом культуры металлургов. Строительство началось в 1960-х годах по инициативе трудового коллектива. Строительство шло на общественных началах, в нем принимали участие молодежь, и ветераны КМЭЗ[43].
- озеро Увильды;
- гора Сугомак и одноименное озеро;
- Сугомакская пещера;
- гора Егоза и одноимённый горнолыжный центр;
- Каменные (Чёртовы) ворота;
- Чёртов зуб;
- Самсонкин гроб и Дунькин сундук[44];
- Белый дом — каменное здание в стиле барокко памятник архитектуры федерального значения Усадьба Демидовых «Белый дом».

- дом Дружинина;

Музей боевой славы и Военная техника открытого доступа. Боевой арсенал Кыштыма представлен в виде памятников и экспонатов музея под открытым небом. Главным преимуществом музея под открытым небом является то, что каждый экспонат можно не только внимательно рассмотреть и потрогать, но и забраться на него.
- Танк во славу Великой Победы – танк Т-34. В 2005 году по инициативе руководства Кыштымского медеэлектролитного завода напротив Дома культуры металлургов встал на вечную стоянку один из этих танков (координаты: 55.731961,60.567384). Он занял место центральной фигуры мемориала работникам завода, погибшим в борьбе с фашистами в 1941-1945 годах. Имена героев высечены на плитах, установленных полукругом чуть ближе к берегу пруда.

- Зенитная пушка КС-19, которая служит для борьбы с воздушными целями, обладающими скоростью до 1200 км/ч и высотой до 15 км.

- Советский зенитно-ракетный комплекс С-200 — предшественник стоящих на вооружении сегодня комплексов С-300 и С-400. На вооружение поступил в 1967 году. Предназначался для уничтожение воздушных целей на дальних расстояниях. До 1980-х годов экспорт комплекса не производился.

- Истребитель-бомбардировщик третьего поколения МИГ-27К с изменяемой геометрией крыла. Самолет может отрабатывать, как по неподвижным, так и по подвижным целям, находящимся в воздухе и на земле.

- Истребители МИГ-29 были приняты на вооружение советских ВВС в 1982 году. МиГ-29 стал основным истребителем ВВС России. Заказчикам поставлено свыше 1600 МиГ-29 различных модификаций, которые эксплуатируются более чем в 25 странах мира.

## Религия
Православные храмы
- Несколько храмов, расположенных в форме креста: В основании храм Николая Чудотворца 1892 года. В центре, с одного края — единоверческая церковь Храм Троицы Животворящей, с другого края — Собор Рождества Христова 1848 года. В верхней части — Церковь во имя Сошествия Святого Духа на Апостолов, которая была возведена по приказу Никиты Никитовича Демидова, в период с 1759 по 1764 год[46].

Мечети
- Соборная мечеть 2000—2010 годов постройки. Разработкой проекта занимался председатель Кыштымского махалля мечети Мавлит Исламов. Наблюдение за соблюдением канонов ислама вел глава регионального духовного управления мусульман Ринат хазрат Раев. Минарет высотой 33 метра[47].

Протестантские общины
- Дом молитвы христиан веры евангельской «Поколение веры»
- Церковь Христиан Адвентистов Седьмого Дня

## Средства массовой информации
- Кыштымская телерадиокомпания,
- газета «Кыштымский рабочий»,
- газета «Кыштымская барахолка»,
- газета «Кыштымский экспресс»,
- бесплатный еженедельник «Ваша перспектива»,
- бесплатный еженедельник «Метро74 Кыштым»,
- бесплатный журнал «Проект «Рай»
- городская православная газета «Рождественский вестник,
- бесплатная газета «Нескучный город».

## Спорт
Работают физкультурно-спортивный комплекс (центральный стадион), физкультурно-оздоровительный комплекс «Металлург» (открыт в 2022 году) , реконструируется бассейн «Садко». Регулярно проводится чемпионат города по футболу. Городская футбольная команда «Металлург» регулярно участвует в чемпионатах области. Функционирует ДЮСШ единоборств «Инхело», воспитанники которой регулярно участвуют в различных российских и международных соревнованиях и занимают призовые места..
Развиты лёгкая атлетика, лыжный спорт, шахматы, бокс. 
В Кыштыме родилась чемпионка России и мира по боксу Александра Кулешова.
Горнолыжный курорт «Провинция» расположен в посёлке Слюдорудник, в 15 км от Кыштыма. 
Горнолыжный курорт «Гора Егоза», расположенный на склонах одноимённой вершины (высота 607,7 м), Функционируют 1 подъёмник бугельного типа, трасса «Тюбинг» с подъёмником.

## Транспорт
Через железнодорожную станцию Кыштым Южно-Уральской железной дороги на участке Челябинск-Главный — Верхний Уфалей — Екатеринбург-Пассажирский Уральской рокады следуют пассажирские поезда в Санкт-Петербург, Махачкалу, Екатеринбург, Тюмень, Уфу, Приобье, Оренбург, Нижневартовск, Пензу, Новый Уренгой, Челябинск, пригородные поезда в Челябинск, Екатеринбург и Верхний Уфалей.
Железная дорога не электрифицирована.
От Кыштымского автовокзала следуют автобусы в Увильды, Слюдорудник,  Новогорный, Северную Кузнечиху, Челябинск, Верхний Уфалей, Миасс, Екатеринбург, Златоуст, Кусу, Касли, Озёрск.

## Города-побратимы
- / Евпатория (Украина/Россия) (с 2015 г.)[50].